# تيم ديفيز
تيم ديفيز (بالإنجليزية: Tim Davies)‏ هو رسام بريطاني، ولد في 1959 في ديربيشاير في المملكة المتحدة.